# Emmanuel Agyemang-Badu
Emmanuel Agyemang-Badu (Berekum, Ghana, 2 de diciembre de 1990), conocido como Badu, es un futbolista ghanés. Juega de centrocampista y actualmente se encuentra sin equipo. Fue internacional con la Selección de Ghana, desde 2008 hasta 2017.

## Trayectoria
Comenzó su carrera deportiva en un pequeño equipo de su ciudad antes de firmar por el Berekum Arsenal de su ciudad, en el año 2001. El 21 de mayo de 2007, fue elegido en el equipo All Star de la Premier League Ghana y en julio de 2008 dejó el Berekum Arsenal para firmar por el Asante Kotoko. En 2008 hizo pruebas en equipos de la Premier League, entre ellos el Middlesbrough, tres meses más tarde en Lobos.
Después de la Copa Mundial Sub-20 de la FIFA que realizó, fue fichado por el Udinese italiano. 

## Selección nacional
Ha sido internacional con la selección de fútbol de Ghana, ha jugado 78 partidos internacionales, entre ellos representando a su selección en la Copa Mundial de Fútbol de 2014.
El 12 de mayo de 2014 el entrenador de la selección de Ghana, Akwasi Appiah, incluyó a Rabiu en la lista preliminar de 26 jugadores preseleccionados para la Copa Mundial de Fútbol de 2014. Semanas después, el 1 de junio, fue ratificado en la lista final de 23 jugadores que viajarán a Brasil.

### Participaciones en Copas del Mundo
| Mundial                        | Sede   | Resultado    |
| ------------------------------ | ------ | ------------ |
| Copa Mundial de Fútbol de 2014 | Brasil | Primera fase |

## Clubes
| Club                       | País    | Año         | Part | Goles |
| -------------------------- | ------- | ----------- | ---- | ----- |
| Berekum Arsenal            | Ghana   | 2007 - 2008 | 19   | 7     |
| Recreativo Huelva (Cedido) | España  | 2008 - 2009 | 0    | 0     |
| Udinese Calcio             | Italia  | 2009 - 2017 | 166  | 10    |
| Bursaspor (Cedido)         | Turquía | 2017 - 2018 | 18   | 1     |
| Hellas Verona (Cedido)     | Italia  | 2019 -      |      |       |
| Total                      |         |             | 203  | 18    |

## Palmarés

### Campeonatos nacionales
| Título | Club | País | Año |
| ------ | ---- | ---- | --- |